# Estació del Maresme - Fòrum
|  | El títol d'aquest article és incorrecte a causa de limitacions tècniques. El títol correcte de l'article és Estació del Maresme \| Fòrum. |

El Maresme | Fòrum és una estació de la L4 del Metro de Barcelona i El Maresme és una estació de la línia T4 del Trambesòs, ambdues estan situades molt prop entre si i formen un intercanviador al barri de Diagonal Mar al districte de Sant Martí.
L'estació del metro de la L4 està sota el carrer Llull i es va inaugurar el 2003 com una nova estació entre les estacions de Selva de Mar i Besòs Mar a raó del esdeveniment del Fòrum Universal de Les Cultures del 2004, en un tram de túnel que existia des de 1982. Un any més tard el 8 de maig de 2004 es va inaugurar la del Tram que es troba sobre l'Avinguda Diagonal.
L'agost del 2013 l'estació del tram va ser notícia per un intent de robatori de la barana.

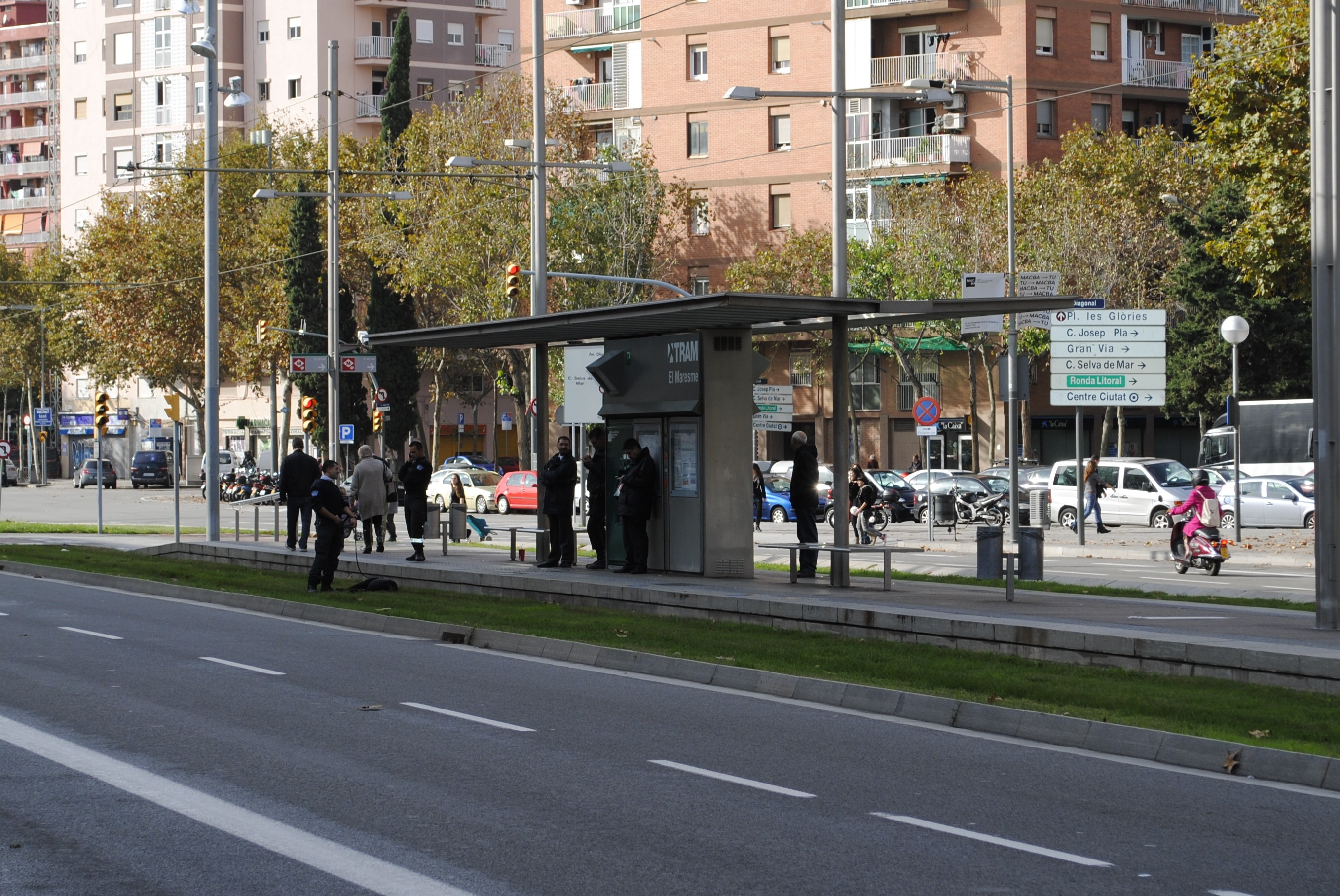
Estació del tramvia

## Serveis ferroviaris
| Procedència/Destinació | <            | Línia | >         | Procedència/Destinació |
| ---------------------- | ------------ | ----- | --------- | ---------------------- |
| Metro de Barcelona     |              |       |           |                        |
| Trinitat Nova          | Selva de Mar | L4    | Besòs Mar | La Pau                 |
| Trambesòs              |              |       |           |                        |
| Verdaguer              | Selva de Mar | T4    | Fòrum     | Estació de Sant Adrià  |

## Accessos del metro
- Carrer Llull - Avinguda Diagonal
- Carrer Llull - Rambla Prim